# Pha Mueang
Pha Mueang (tên đầy đủ là Pho Khun Pha Mueang, tiếng Thái: พ่อขุนผาเมือง, cuối thế kỷ 13 - giữa thế kỷ 14) là một nhà quý tộc Thái Lan và là tướng lãnh của Rad và đóng một vai trò quan trọng trong việc thành lập Vương quốc Sukhothai.:195–196

## Gốc
Pha Mueang được cho là hậu duệ của Nam Thum, một anh hùng có tên được đề cập trong các truyền thuyết của nhiều dân tộc Thái. Nguồn gốc cuối cùng của Pha Mueang được mô tả bởi ông nội của ông trong cái gọi là "chữ II" Ông là nhà cai trị của một đô thị gọi là Mueang Rat (เจ้าเมืองราด). Vị trí của Mueang Rat bị tranh cãi. Nhiều người tin rằng nó có thể được tìm thấy trong thung lũng của Pasak. Vì vậy, cư dân của huyện Phetchabun Lom Sak đã xây dựng một bức tượng lớn của Pha Mueang (Thành phố cha cha thành phố). Nhà sử học Alexander Brown Griswold cho rằng Mueang Rat phải nằm ở thung lũng sông Nan gần Uttaradit do đặc điểm địa lý.
Thiên Chúa của Sri Mueang Sodharapura" (Thiên Chúa:ผีฟ้า, tương ứng với Skt Deva raja),
Vua của Angkor, ban cho danh hiệu "Sri Indraditya" cùng với "thanh gươm chiến thắng" (Phrasaeng Chaisri, พระแสงชัยศรี) trên Pha Mueang và ông đã thêm vào danh hiệu Khmer "Kamrateng tại Pha Mueang". Đồng thời ông được trao tặng Nang Sikhara Mahadevi, "con gái" của nhà vua. Một "lời thề trung thành" với Angkor cũng có thể được yêu cầu.

## Bang Klang Hao
Ít được biết đến trong lịch sử của Bang Klang Hao (họ tên: Pho Khun Bang Klang Hao, พ่อขุนบางกลางหาว). Ông là bạn và đồng minh của Pha Mueang. Bang Klang Hao là người cai trị thành phố Mueang Bang Yang, nơi mà vị trí của nó cũng không rõ. Griswold nghi ngờ nó nằm ở đâu đó giữa Mueang Rat và Mueang Si Satchanalai, có thể ngay cả ở Yang Yang hiện nay, cách Sukhothai mới khoảng 7 km về phía Nam.

## Giải phóng khỏi chế độ Khmer
Sau khi Jayavarman VII qua đời vào năm 1220, sức mạnh của Angkor giảm dần ở các vùng tây bắc. Chỉ huy Khom Samat Klon Lamphong (ขอมสบาดโขลญลำพง) đã tổ chức một tiền đồn của Đế quốc Khmer ở Sukhothai.
Trong "dòng chữ II" có một số điểm, có lẽ vào khoảng 1238-1240, Pha Mueang diễu hành quân đội của ông đã thống nhất với Bang Klang Hao về phía Sukhothai. Trong cuộc chiến tiếp theo tại các cửa của thành phố, Bang Klang Hao đã chiến đấu chống lại Khom Samat Klon Lamphong, cả hai đều từ phía sau của con voi chiến đấu của họ: "Klon Lamphong đậm đã bị đánh bại hoàn toàn".
Sau khi đánh bại quân Khmer, Pha Mueang đã ủy thác chính quyền Sukhothai cho Bang Klang Hao. Rồi ông nghỉ hưu với những người đàn ông ở Sukhothai. Một chút sau đó, Bang Klang Hao được Pha Pha Mueang thọ giới là "Chao Mueang Sukhothai" (người cai trị Sukhothai, เจ้าเมืองสุโขทัย). Nơi đây Pha Mueang chuyển giao danh hiệu "Sri Indraditya" cho đồng đội của mình trong vòng tay. Vua mới của Sukhothai cũng nhận được "thanh gươm chiến thắng" như một dấu hiệu cho sự thành công của mình và là ngọn đồi của Nước mới. Sri Indraditya hiện được coi là người sáng lập ra triều đại Phra Ruang, Vương quốc Sukhothai.

## Reference
1. ↑  Coedès, George (1968). Walter F. Vella (biên tập). The Indianized States of Southeast Asia. trans.Susan Brown Cowing. University of Hawaii Press. ISBN 978-0-8248-0368-1.
2. ↑  Gosling, Betty. Sukhothai Its History, Culture, And Art Asia Books (Oxford University Press), Bangkok 1991, ISBN 974-8206-85-8
3. ↑  "Inscription II" is a stone stele from 1357, which was found at Wat Si Chum, the Sukhothai Historical Park; Coedes, George. "L'Inscription de Nagara Jum." The Siam Society, Bangkok, 1919 (PDF)
4. ↑  Griswold: King Lodaiya of Sukhodaya, p 110
5. ↑  Wyatt, David K. Thailand A Short History. Silkworm Books, Chiang Mai, 1984 ISBN 974-7047-44-6, pp. 52
6. ↑  Coedès, George. The Origins of the Sukhodaya Dynasty. The Siam Society, Bangkok, 1921